# Saint-Julien-en-Born
Saint-Julien-en-Born é uma comuna francesa na região administrativa da Nova Aquitânia, no departamento Landes. Estende-se por uma área de 71,39 km². Em 2010 a comuna tinha 1 706 habitantes (densidade: 23,9 hab./km²).